# 君主论
《君主論》（或翻譯為《君主論》）是意大利文藝復興時期作家尼可洛·馬基維利的政治論著，於1513年獻給洛倫佐二世·德·美第奇，但此書在马基雅弗利死後第五年的1532年才公開出版。美第奇家族的教皇克萊門特七世允許書藉出版發行。
《君王論》篇幅不長，但由於書中主張有違常人道德觀念，自手稿首次面世以來就爭議不斷。《君王論》的中心主題是「如有必要，君主是應該使用不道德的手段去實現目標（例如榮譽和生存）」：
對於一个君王來說，不僅不必具備各種美德，而且還要保留那些不會使自己亡國的惡行
 在守信和失信方面，君王應當效法狐狸與獅子 
貶義词「馬基雅維利主義」正由此書衍生出來，連帶“政治”和“政客”也含有了貶義。
《君主論》有時被稱為是現代哲學，特別是現代政治哲學的第一批著作，《君主論》彷彿是傳統風格的作品，但人們普遍認為它特別具有創新性。部分原因是因為它是用意大利語而不是拉丁語編寫的，自從但丁的《神曲》和其他文藝復興時期文學作品出版以來，這種做法就越來越流行。

## 摘要
- 在善良與惡行方面，對於一个君王來說，不僅不必具備各種美德，而且還要保留那些「不會使自己亡國」的惡行。
- 在慷慨與吝嗇方面，寧可被稱吝嗇，也不要因慷慨而讓民眾覺得橫徵暴斂，“在我們的時代裏，我們看見只有那些曾經被稱為吝啬的人們，才做出了偉大的事業；至于别的人，全都失敗了。”[1]“明智之士寧願承受吝啬之名，因其雖带來骂声但不會引起憎恨。倘追求慷慨之譽，則必招致貪婪之名，而貪婪之名則使骂声與憎恨俱來。”[2]
- 在殘暴和仁慈方面，君主對於殘暴这個惡名不必介意，所應重視的倒是不要濫用仁慈，因为仁慈會带來滅頂之災， “被人畏惧比受人爱戴是安全得多的”。[3]“因為關於人類，大致上可以這樣說：他們是忘恩負義的、善變的，是偽裝者、冒牌貨，是趨利避害的。”[3]但君主要掌握好使用殘暴手段的限度和範圍，即要迅速做完一切惡行，對臣民的財產和他們的妻女不要染指。
- 在守信和失信方面，君主應當效法狐狸與獅子。“由于獅子不能夠防止自己落入陷阱，而狐狸則不能夠抵御豺狼。因此，君主必須是一頭狐狸以便認識陷阱，同時又必須是一頭獅子，以便使豺狼驚駭。” [4]當遵守信義對自己不利，或原來使自己作出諾言的理由不復存在時，一位英明的君主絕不能夠、也不應當遵守信義。但君主又必須深知怎樣掩飾這種獸性，並需做一個偉大的偽裝者和偽善者，要顯得具備一切優良品質。“因為群氓總是被外表和事物的结果所吸引，而這個世界中盡是群氓。”[5]
- 在尊重與輕視方面，君王必須要受人尊重，君王一定要學會避免那些可能使自己受到憎恨或輕視的事情。君王必須像提防暗礁一樣提防被人認為變幻無常、輕率淺薄、軟弱怯懦、優柔寡斷，君王應該努力在行動中表現偉大、英勇、嚴肅莊重、堅忍不拔，使人們對自己抱有“誰都不要指望欺騙他或者瞞過他”的見解，這樣才能對抗一切陰謀，坐稳江山。[6]
- 在人民與貴族方面，君王應避免自己因袒護人民而受到貴族的責難，也要避免因袒護貴族而受到人民的非議，就應設立作為第三者的裁判機關（議會），而用不着君王擔負責任。“對於國王和王國來說，世界上再没有比這個制度更好、更審慎，再没有比這個方法更安全的了。”[7]
- 在施恩與負責方面，務必把擔負責任的事情委諸他人辦理，而把布惠施恩的事情由自己掌管。君王必須依靠行動，赢得偉大與才智非凡的聲譽。當一位君王公開表示自己毫無保留地贊助某一方或反對另一方，他也會受到尊重，採取這種態度明確的辦法，總是比保持中立更有用處。[8]
- 在擇才與辨奸方面，君王必須表明自己愛才，起用有才之人，對於各個行業中傑出的人物授予榮譽，激勵公民在職業上能安心地從事其職務，給人民以歡樂。君王對待臣下一方面要使他感恩戴德、分享榮譽、分擔職責，另一方面要避開諂媚者。
- 總之，君王不應相信命運，要使自己的做法符合時代的特性，完成“將意大利從蠻族手中解放出來”的偉業。

## 分析
馬基維利強調，有必要研究“有效真理”（verita effetuale），而不是依靠“想像中的共和國和公國”。他用比喻了光榮的行為和犯罪的行為之間的區別，他說：“有兩種競爭方式，一種是依法進行的，另一種是通過武力進行的；第一種適用於人，第二種適用於人和野獸”。
馬基維利在《君王論》中，也沒有解釋何為至善的道德或政治目標。馬基維利認為，將來的君王自然會以榮譽或生存為目標。他將這些目標與美德和審慎視為良好政治所必不可少的。更多的美德，意味著更少的依賴偶然的機會，是馬基維利時代受古典影響所產生的“人文常識”，即使這有爭議。
然而，馬基維利的進步遠遠超出了其他作家。他使用“美德”和“審慎”一詞來指代追求榮譽和進取的品格，這與基督徒對這些用語的傳統用法形成強烈反差，但更符合皈依基督信仰前的古希臘與古羅馬時期的原始概念，馬基維利鼓勵野心和冒險精神。因此，在與傳統的另一次突破中，他不僅考慮了穩定性，還考慮了徹底的創新。進行重大改革可以顯君王的美德並賦予他榮耀。馬基維利顯然認為意大利在他的時代需要重大改革，並且他的觀點得到了廣泛認可。
馬基維利的描述鼓勵君王光榮地控制自己的命運，在某些情況下，儘管存在危險和必要的情況，但在某些情況下需要重新定義“模式和秩序”。

## 文章目錄及概要
- 第一章 君王國的種類及其獲得之方法 （Chapter I: Of the Various Kinds of Princedom, and of the Ways in Which They Are Acquired）

這一章裡，作者區分了两種“君王國”，即世襲王國和新奠基缔造的王國，後者是本書討論的主题，即那些推翻了原世襲王國從而得以建立新的家族统治的國家。
- 第二章 論世襲君王國 （Chapter II: Of Hereditary Princedoms）

作者主要論述了世襲君王國的利弊，好處在于拥有較為稳固的统治，由于所謂的“習惯性倾向”，那些世代傳承的统治法則早已被人民所接受，只要统治者不越矩，不做過分出格之事（例如荒淫無度），順應民心安邦治國並非難事。而弊處也正在於墨守陳規遵循舊制而缺乏變革的意識，其终究將要被歷經改革得以强盛的新興國家所侵犯。正如本章结尾所總结那樣“歷史發展的規律以無可辯駁的事實表明：每一個變革總是為新變革做準備，並促成另一個新的變革的發生！”
- 第三章 論混合君王國 （Chapter III: Of Mixed Princedoms）

相較于世襲制王國，混合君王國的统治難度要大的多。作为被征服土地的原有居民在心理上自然而然地會有對征服者的抵觸感，如何鞏固新政權是征服者面臨的首要問題。對此作者给予了較為细致的分析。他區分了两種情況：
- 第一種：當新的领土從與征服者語言、風俗習惯等較為接近的國土中征服而來時，新统治者需要從兩方面做起：

- 其一，通俗的說法即是“斬草除根，永绝後患”。對所征服土地尚存的舊勢力殘黨，予以徹底消滅。
- 其二，维持該地區原有的语言，風俗習惯、法律等社会規範，给予一定程度的尊重。

- 第二種：當新的领土是從與征服者語言、風俗習惯等存在較大差異的國土中征服而來時：

- 其一，新的统治者應實行的最有效的方法是，君王親自押陣，駐營扎寨，以防暴亂。好處在於即使出现叛亂事件也可以及時鎮壓；同時還可防止財富被不法官吏所掠奪；最後，能夠及時解決當地臣民的申冤求助。總之利大于弊。
- 其二，一種既省事又經濟的治理方法是建立殖民地，其原則是盡可能把對當地原有居民的损害降至最低。作者在此還分析了建立武装部隊的弊端，即浪费大量財力，同時極易激起當地被征服居民的反抗。由此可見建立殖民地是安定新邦的有力措施。

除了以上兩種统治措施外，作者特别指出需要重视外國勢力的滲透，提防那些被征服的弱小领地為了生存而投靠境外勢力顛覆自己的行徑。
- 第四章 論亞歷山大大帝所征服的大流士王國在其崩逝後為何未反抗新君 （Chapter IV: Why the Kingdom of Darius, Conquered by Alexander, Did Not, on Alexander's Death, Rebel Against His Successors）

作者给出的答案是被征服者的性質造成的。大流士王國是一個絕對君權统治的国家，這種國家難於攻打但易于统治。為此他在本章開頭就分析了兩種不同性質的君王治理類型：
- 第一種是君王以絕對君權统治的國家，如土耳其。這種國家裡，君王之下都是没有實權的奴才，很難滲透這種層層嚴密的中央集權统治而分化之，離間之。但也正因為這種“一人獨大”的局面，一旦君王被强力征服，其下的層層官員也將不堪一擊。

- 第二種是君王和貴族同治的國家，如法蘭西。可以說政局複雜，各種牽制關係、利益和矛盾纠结，外部勢力可以較為輕易的收買分化各種不同勢力從而最终使其毁滅。但同時也正因為複雜的利益關係和那些殘存的貴族勢力可能產生的新的不滿和變革欲，使得新生的政權極易再次陷入毁滅的境地。

大流士王國正是属于第一種類型，因此亞歷山大付出巨大代價將其擊潰，但之後卻可以較為稳固實施统治，正如書中所言：“假如亞歷山大的繼承者們能夠團结一致的話，那麼他們永久地享有這片土地是不成問題的；假如他們不因為起内訌而引起一系列的纠纷，那個王國是不會出現其他亂子的。”
- 第五章 論佔領前自有法律之城市或君王國當如何統治 （Chapter V: How Cities or Provinces Which Before Their Acquisition Have Lived Under Their Own Laws Are To Be Governed）

作者認為有三種方法可以選擇：
- 第一種：徹底摧毁原有法律條文等舊制。

- 第二種：征服者坐鎮被征服地親自统治。

- 第三種：尊重原有法律等制度，但需要按期進貢，且建立一個忠心的“寡頭制”政府。

作者舉出了斯巴達在雅典和底比斯，羅馬在征服希臘建立“寡頭制”失敗的例子來證明第三種選擇的不可靠。而最好的辦法即是第一種和第二種。如作者所指出的那樣：“任何一個人要想成為一個自由城市的新生统治者，若不以摧毁這個城市作先決條件，那麼他所得到的報應則是坐以待斃。”因為原有居民隨時可以恢復舊有统治秩序下的自由和法律為理由起義推翻現有统治，這種所謂的“復仇”心理使得新生的政權面臨很大的威脅，所以君王可以選擇徹底將之毁滅或者親自加以统治。
- 第六章 論以武以德建立之新君王國 （Chapter VI: Of New Princedoms Which a Prince Acquires With His Own Arms and by Merit）

由於鞏固新政權的重重困難，使得唯有强力的措施才更加有效。“當人們不再有信仰的時候，就只能依靠武力迫使他们就範。”
统治者的成功是自身才能和外在機會的共同產物。但依靠自身的才能是更為重要的，且這種统治更為長久有效。作者為此舉了敘拉古希倫二世的例子，希倫二世通過自身的努力，例如廣交朋友，组建新軍、審慎地選擇盟友等建立自己的王國，由卑微的庶民一躍為古老城邦的最高统治者—敘拉古之王。
- 第七章 論借兵或幸運建立之新君王國 （Chapter VII: Of New Princedoms Acquired By the Aid of Others and By Good Fortune）

通過他人的部隊，或是透過運氣而獲取君王國，統治難度要高得多，因為既不可靠也不稳定，君王既不容易去维護，也没有能力保持自己的君位。作者為此也给出了自己解決措施，君王為了確保新邦免遭侵犯，就有必要爭取外交、建立軍隊、巧施計謀，有必要消滅要加害自己的人，甚至有必要時也可以消滅有二心的軍隊，再創一支新軍。對外交也需要重視，應該使外國君王殷殷勤勤地幫助自己，或者誠惶誠恐地服從自己。也因此對惡名昭彰的凱撒·波吉亞給予高度讚賞。
- 第八章 論以罪行建國之君王 （Chapter VIII: Of Those Who By Their Crimes Come to Be Princes）

仰賴罪刑建國，確實是邪惡的，但阿加托克利斯那樣無比奸詐、殘暴的人，反而能夠稳固自己的统治，這在作者看來是恰當地使用殘暴手段的结果，所以君王應審時度勢施暴。正如文中所說：“惡行應該一次把它幹完，以便老百姓少受一些損害，老百姓的積怨就少些；相反，恩惠應該是一點一點地賜予，以便百姓能夠好好品嘗恩惠的滋味。”總之，最重要的就是君王要學會與百姓和諧相處。
- 第九章 論市民之君王國 （Chapter IX: Of the Civil Princedom）

市民之君王國是受到本國市民擁戴而建立的國家，包括民眾和貴族兩種方式的擁戴而成。由於民眾的目的比貴族的目的更加公正，民眾需要的僅僅是不受壓迫，而貴族則需要得更多，受本性驅使，貴族還希望可以壓迫他人。因此，如果是受民眾支持而被擁戴為君王，應與民眾保持友好關係即可。而如果是憑藉貴族力量而成為君王，那麼爭取民眾的支持，更是首要的任務。此外，作者特别指出了赢得民心的最好辦法並非是一成不變的，重要的是因地制宜。
- 第十章 論衡量所有君王國力量之道 （Chapter X: How the Strength of All Princedoms Should Be Measured）

君王的统治依賴於自身，同時又需要他人力量的援助。因此，作為一個明君，首先需要做的是建立穩固的防衛措施，準備充足的糧食，以備將來遭受敵人的侵襲後可以堅定民眾的意志。
- 第十一章 論教會君王國 （Chapter XI: Of Ecclesiastical Princedoms）

教會君王國统治難度較小，最為安寧和穩定，因為依靠强大的宗教信仰的力量，如同奥古斯丁所說的上帝之城，君王完全可以實行穩固统治，即使在外敵入侵的情況下，臣民也必將遵循内心的準則而堅定地效忠君王，而非背信棄義，這正是信仰力量的偉大之處，它要比單純依靠武力的桎梏更為有效。
- 第十二章 論軍隊的種類與僱傭軍 （Chapter XII: How Many Different Kinds of Soldiers There Are, and of Mercenaries）

作者認為穩固统治的保障在於“擁有健全的制度、完善的法律和優良的軍隊”作者此處著重指出了軍隊的重要性，認為所謂的僱傭軍是極為危險的，他們僅僅為了獲得微薄的軍餉而在戰場上作戰，毫無忠義之心，作者更直接了當指出了當時意大利崩潰衰亡的原因正是過分依賴僱傭軍的结果。
此外，作者還分析了僱傭軍的起源，由於教會神權對於世俗王權的勝利，意大利落入了教會和部分建立共和國的市民手中，不識治國尤其是軍隊治理之道的他們，只有僱傭大量外國軍人為其作戰，僱傭軍由此產生。建立在这種赤裸裸的“僱佣關係”基礎上的軍隊必然不會全心投入作戰，正如馬基维利所指出的那樣：“戰鬥中他们盡量不進行屠殺而是活捉俘虜，而且戰後不要求敵方贖金即將俘虜大赦释放。他們並不夜襲城市，城市的防軍亦不夜襲野營。他們在軍隊的周圍既不樹立栅欄，或者挖掘壕溝建築工事，也不在冬季出征作戰。而所有這些又都是他們的兵法所允许的，並且这也是他們為着避免疲勞和危險這兩者而想出來的绝招。”
- 第十三章 論援军、混合軍以及本國軍隊 （Chapter XIII: Of Auxiliary, Mixed, and National Arms）

援軍即是“當一個君王面臨窘境，便請求一個强國進行援助和保衛自己的時候派来的軍隊”相比于僱傭軍，求助於強國外援的危險要更大。由於援軍本身即是一支訓練有素的隊伍，内部結構層次緊密，團结一致，且完全聽命於他國君王，對於君王來說如同一個“强悍的侵略者”，國家也隨時可能面臨毀滅的危險。可以說，不管是僱傭軍還是強國外援，借助他人的力量取得的勝利，不是真正的勝利。
- 第十四章 論君王對於軍事之責 （Chapter XIV: Of the Duty of a Prince In Respect of Military Affairs）

作者認為君王在軍事方面的職責包括：“從事戰爭、軍事制度和纪律以及軍事方面的研究”。身為君王如果不懂軍事，就會遭到蔑視，試想一個白丁如何讓鎧甲之徒（軍隊）信服。其次身為一個全然不知用兵的君王，苟且安身于武装的臣僕之中，也是不合情理的。
君王可以通過兩種途徑來提高自己的軍事素養：
- 第一種:行動。如經常地參與狩猎活動，鍛煉身體，以適應艱苦的生活環境；此外，還要專注於戰爭專業的研究。作者於此特别指出地理知識的重要性，君王要全面了解各種地理地形，知道如何使用軍事手段保衛國土。同時通過舉一反三，以此很容易地推斷出其他相似地區的相關知識。
- 憑心智方面思考。培養思维能力，重在閱讀歷史，深入研究在歷史上聲名顯赫的歷史人物，樹立楷模以此效仿。

- 第十五章 論世人尤其君王之褒貶 （Chapter XV: Of the Qualities In Respect of Which Men, and Most of all Princes, Are Praised or Blamed）

作者强調自己關注於現實的真實情況而非不切實際的想象。對於哲學史上哲學家們所構想出的眾多理想王國（如柏拉圖的《理想國》，亞里士多德《政治學》中所構想的城邦）。因而君王重在根據具體情況採取適合的治國方略，善于審時度勢，明辨真偽。
- 第十六章 論慷概與吝啬 （Chapter XVI: Of Liberality and Miserliness）

在慷慨和吝啬兩種性格中，作者認為君王更應該追求吝啬。從常識上來說，慷慨顯然是一種善行，而吝啬則多為贬義。但作者卻認為，君王為慷慨不得不揮霍錢財，大肆攫取財富，而向人民大量課金，以保有慷慨之虚名。相比之下，隨着時間的推移，人民看到那些吝啬的君王，通過勤儉節約，而逐渐積累财富以建設國家、抗擊侵略之時，態度自然轉變。明君寧可接受吝啬之名，也不要遭受人民的憎恨。
- 第十七章 論殘忍與慈仁，受人愛戴與受人畏懼之利弊 （Chapter XVII: Of Cruelty and Clemency, and Whether It Is Better To Be Loved or Feared）

作者認為，相比于慈仁，殘忍更有利于统治。原因在於過分仁德以至縱容凶殺劫掠危害整個社會秩序，最终使國家陷入危難之中。必要的强力手段雖會使人畏惧，但卻不會使人憎恨。正如文章所說：“一個被人畏惧，同時又不為人們所憎恨的君王，就是一個成功的君王。”
此外，作者還给出了另一個理由：“人們之所以爱君王，是基于他們自己的意志；而畏惧君王，則是基于君王的意志。因此，一位明君辦任何事情，都應當將自己的地位及自己的意志建立在自己能夠控制的方面，而不能立足在他人的意志之上。”
- 第十八章 論君王守信之道 （Chapter XVIII: How Princes Should Keep his word）

守信是一種美好的品德，但在持性惡觀點的作者看来，人根本做不到守信不渝、忠誠不二，因為人本身具有獸性的一面，而這必须訴諸武力才可予以制服。
其次，君王還需效仿狐狸學會掩飾自己的獸性，但在必要時刻要學會察言觀色、見風使舵。為了维護國家的统治，背信棄義、不講仁慈甚至違反教義、清規，這在作者看來都是合理的。但是這並非是鼓勵作惡，而只是在迫不得已的情况下才會如此，道義上我們不應違背善道。
- 第十九章 論君王應避免受鄙視及憎恨 （Chapter XIX: That a Prince Should Seek to Escape Contempt and Hatred）

本章主要論述了君王如何免遭人民的鄙視和憎恨，為此他舉了大量實例來做論証。首先，作者分析了君王受人鄙視的原因，即喜怒無常、輕率淺薄、軟弱怯懦和優柔寡斷的特質。因此君王需要建立威嚴莊重、堅忍不拔的形象，讓人民甘心臣服於他，君王的職責也在於充分滿足人民需要，使之安居樂業。
作者認為當時法國是统治秩序最好的國家。原因在於他們設立了眾多優越的制度，議會既是其中之一。作為一個第三方的裁判機構，它的設立既可以起到约束貴族從而保護平民的作用，同時還可以確保君王免於承擔責任。作者由此得出結論：“君王務必委諸他人辦理承擔責任之事，並親自施恩布德。同時又可推出以下结論：君王既要呵護貴族，又不能因此使人民對自己產生怨恨。”
- 第二十章 論城堡以及其他許多君王習用策略之利弊 （Chapter XX: Whether Fortresses, and Certain Other Expedients to Which Princes Often Have Recourse, are Profitable or Hurtful）

城堡是抵御外敵、保衛國家的有利措施。但作者卻認為，判斷城堡是否有利要具體問題具體分析：“一位君王如果害怕人民更甚於外國人，他就應當建築城堡；如果他害怕外國人更甚於人民，他就應當摧毁城堡。”城堡並非萬能的，僅僅依賴城堡，而無視本國人民，是該被譴責的。
- 第二十一章 論君王獲得聲望的行事準則 （Chapter XXI: How a Prince Should Bear Himself So As to Acquire Reputation）

君王獲得聲望的最佳做法既是做出驚天動地的偉業，並盡情施展自己的才能，西班牙國王費爾南多二世即是一个典型例子。
作者認為在外交上，需要堅定地選擇支持或反對，中立是不明智的，應該選擇加入一方並支持其作戰。原因在於“如果你不公開表態，最终也會成為那個勝者的戰利品，而敗者也將譏笑你，遇此情形，你還提不出任何言辭來為自己抗辯，或者找別人來庇護你。”在選擇支持哪一方問題上，作者認為，君王投靠一個實力强於自己的國家，结果必為階下囚。君王要極力避免陷入任人擺布的境地，要審慎選擇，而非草率行事。
君王也要做到珍惜人才，任人惟賢，激勵人們工作盡職。同時還要尊重人們的風俗習慣，適時给與人們假期以歡度節日，重視並给與各种社會團體特殊關照，但尊重之餘，君王始终要保持自己的權威和尊嚴。
- 第二十二章 論君王之大臣 （Chapter XXII: Of the Secretaries of Princes）

對君王來說，如何選取大臣是檢驗其统治才能高低的重要標準。作者给出了自己的判断準則：那些過於關注自己私人利益超過他人利益的大臣绝不是好大臣，君王要對此予以警惕。
此外，君王也要採取措施讓大臣盡心盡責地臣服於自己。方法在於给予他们必要恩惠同時又讓其分擔職責。
- 第二十三章 論遠佞之道 （Chapter XXIII: That Flatterers Should Be Shunned）

謅媚小人自古都是正義社會的毒瘤，對於君王来说，小人的讒言更是必須提防的，需要臣民敢於說真话而非粉飾太平，但是敢於直言在一定程度上也是對君王威嚴的一種挑戰。為此作者自己给出解決方法，即選拔有識之士有限度的參論時政，给予他們充分的發言權，但前提是君王必須保持自己的绝對權威性，君王的意願是起主導作用的。即：只是對於君王有意徵詢的問題，才允許臣民獻言、獻策。本章结尾作者给出了精妙的論斷：“君王的賢明未必出自良好的忠言；而一切良好的忠言，不論来自何人，必然處於君王的賢明。”
- 第二十四章 論意大利諸君王失國之因 （Chapter XXIV: Why the Princes of Italy Have Lost Their States）

作為一個具有强烈爱國热情的公民，作者致力於為祖國的统一穩定而探索實踐。作者仔细考察那個時代意大利各個君王，如那不勒斯國王以及米蘭公爵失國原因，主要在於：没有一支强大穩定的軍隊；君王缺乏治國之策而失去人民的擁護和貴族的效忠。而在作者看来，君王唯有依靠自身的實力才可解決统治危機。
- 第二十五章 論命運如何影響人間及如何應急 （Chapter XXV: What Fortune Can Effect in Human Affairs, and How She May Be Withstood）

大凡遇到不如意之事，世人终將一切歸於天命的造化而自求安慰。但作者卻是個積極的抗爭者：“命運是我們行動的半個主宰，但是它留下其餘一半或者幾乎一半歸我們支配。”我們需要依賴主動性。完全聽任命運的支配即是统治垮台之日。但是需要注意的是，我們的決策必須顺應環境時代的變化，並且勇於直面命運的挑戰。
- 第二十六章 將意大利從蠻族手中解放的勸告 （Chapter XXVI: An Exhortation to Liberate Italy from the Barbarians）

作為全書的總结，作者實際表明了自己決心，從蠻族手中解放意大利，對统一富强的意大利的美好憧憬。

## 影響
這本書曾被視為改變世界的16本書之一（見美國學者道恩斯《改變世界的書》），與《聖經》、《資本論》等書並列。本書是西方許多君王、領袖學習統治術的經典。相傳本書是「英王查理一世愛不釋手；英國護國公克倫威爾珍藏著它的手稿影本；法王亨利四世被刺殺時，人們發現他貼身帶的，竟然是一部染血的《君王論》；普魯士腓特烈大帝把它作為自己決策的依據；路易十四，這位赫赫有名的法國國王，每晚必溫習此書，並說：「不讀此書不能高枕而眠」；拿破崙對《君王論》也百讀不厭，勝利的聯軍在清掃滑鐵盧戰場時，從繳獲的拿破崙的御車中，發現了一本他寫滿批註的《君王論》；希特勒放在床邊經常從中汲取力量；墨索里尼稱之為政治家的指南……」。

## 解讀
基督徒觀點認為《君王論》的政治理論邪惡令人震惊。即使放在當時的歷史背景下來看，仍然是過分而不可接受的，“馬基維利主義”一詞因而產生，特地描繪“為達到目而不擇手段”，以及“表面仁厚實則殘忍的虚偽政治”等等特質。
但是，也有人認為「為達目的而可以不擇手段」的觀點是對於馬基維利的誤讀，因為馬基雅維利也指出了邪惡手段的一些限制，首先，他指出只有維持穩定和繁榮才是國家可以追求的正當目標，個人為了其利益而不擇手段則不是正當的目標，而且也不能正當化邪惡的手段。再者，馬基維利並沒有完全否定道德的存在，也並非鼓吹完全的自私或墮落。英国政治哲學家昆廷·斯金纳在《近代政治思想的基礎》中指出過：“對於馬基維利就像對於其他人文主義者一样，美德这個概念被用來指一種不可或缺的品質，這種品質能使统治者使令人的厭惡命運的打擊和箭頭轉向並從而立志取得榮譽、榮耀和名聲。”在〈義大利君王們失國之因〉一章中，馬基维利認為一位新君王要鞏固新政權，首先需要意識到的是：“使用那些建立在你自己的行動和美德之上的方法才是“唯一正確和持久的方法。”。此外馬基維利明白澄清了他的定義，以及採取殘忍手段的前提（必須要快速、有效、而且短期）。

### 解讀為諷刺
有學者認為該書的目的是對專制君主的諷刺。盧梭在《民约論》中提到該書是為了向讀者展示共和相對專制的優點。安東尼奥·葛蘭西認為該書不是寫给统治階級看的，而是寫给老百姓看的。因為统治階级本來就會接受這種教育，不需要看這本書。